# Jacques Navadic
Jacques Navadic (Lille, 3 de enero de 1920 - Niza, 2 de agosto de 2015) fue un periodista francés, que se unió a Radio Luxembourg en 1955 como director de informativos, un cargo que ocupó hasta 1984. Entre 1975 y 1981 fue director de programa antes de convertirse en presidente de RTL en 1984.
Para televisión, trabajó con Robert Diligent en el programa Journal de Télé Luxembourg. Fue el comentarista habitual de Luxemburgo del Festival de Eurovisión desde 1956 hasta 1964 y desde 1966 hasta 1981 y nuevamente en 1984. Navadic se retiró de RTL Luxemburg en 1989. Murió en Niça en 2015.